# David Lyons

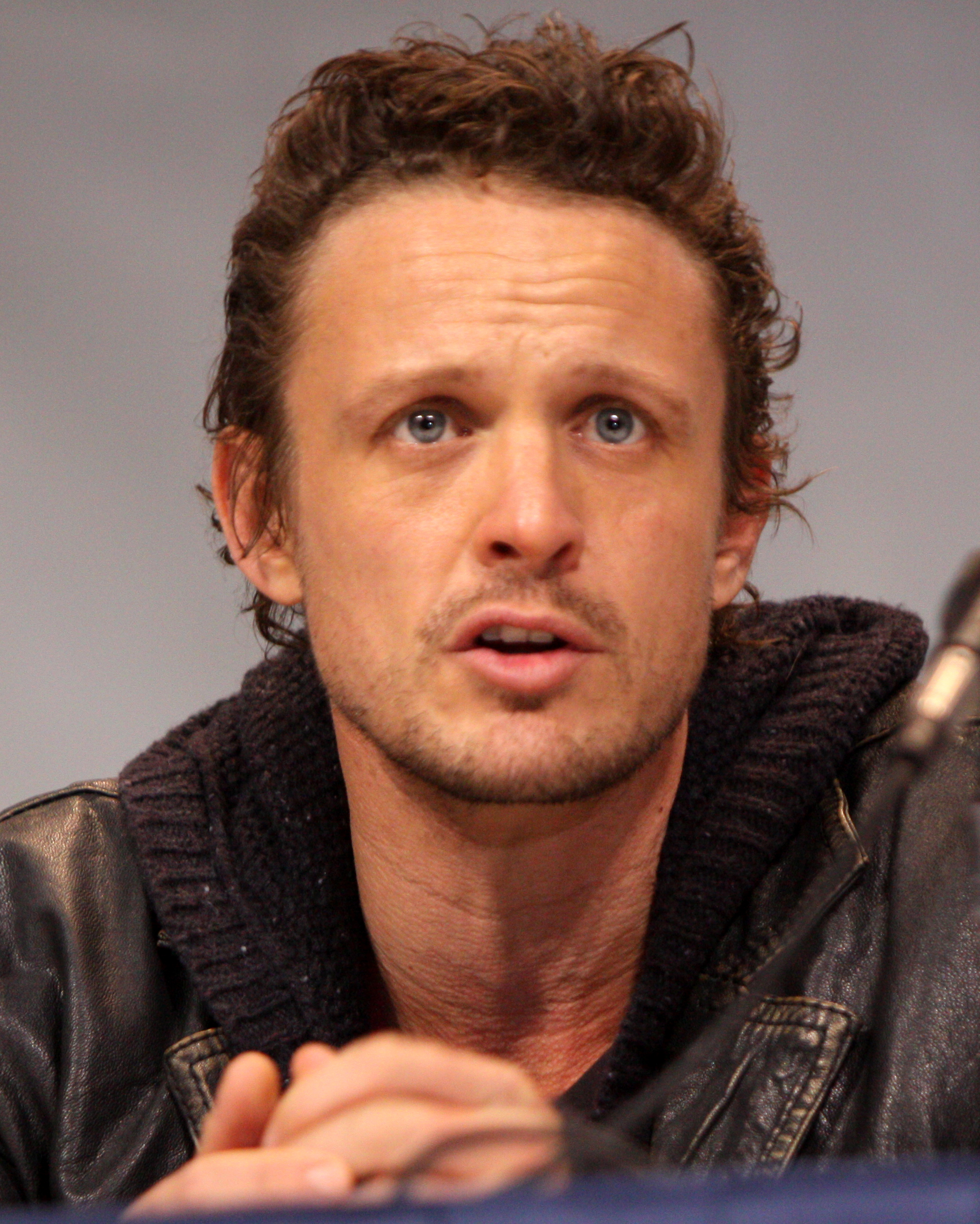
David Lyons bei der WonderCon 2013

David Lyons (* 16. April 1976 in Melbourne, Victoria) ist ein australischer Schauspieler, der in Europa vor allem wegen seiner Hauptrolle als Dr. Simon Brenner der letzten beiden Staffeln der Fernsehserie Emergency Room bekannt ist.

## Leben
David Lyons absolvierte sein Studium am Australia’s National Institute for Performing Arts und erzielte erste Erfolge in der australischen Fernsehserie Sea Patrol in seiner Rolle als Seemann Josh. Im Jahre 2008 spielte er zum ersten Mal in der Rolle des Dr. Simon Brenner in der US-amerikanischen Serie Emergency Room – Die Notaufnahme. Nach einer Auflistung unter den Gast- und Nebendarstellern wurde er ab der 15. Staffel als Hauptdarsteller benannt. Lyons wirkte in dieser Serie bis zur abschließenden Folge mit. 2011 war er in der Actionserie The Cape als Vince Faraday zu sehen. Im März 2012 wurde er für den Pilotfilm der Eric-Kripke-Thriller-Serie Revolution gecastet, die von September 2012 bis Mai 2014 auf NBC ausgestrahlt wurde. 2013 war Lyons als ein Hauptdarsteller in der Nicholas-Sparks-Verfilmung Safe Haven – Wie ein Licht in der Nacht als Kevin Tierney zu sehen. In den Fernsehserien Game of Silence und Seven Seconds gehörte er zur Hauptbesetzung.
Lyons ist seit 2021 mit der Schauspielerin Carly Pope verheiratet, das Paar hat ein Kind.

## Filmografie (Auswahl)
- 1986: Molly’s Pilgrim (Kurzfilm)
- 2005: Blue Heelers (Fernsehserie, Episoden 12x21–12x23)
- 2007: Storm Warning
- 2007–2009: Sea Patrol (Fernsehserie, 28 Episoden)
- 2008: Cactus
- 2008–2009: Emergency Room – Die Notaufnahme (ER, Fernsehserie, 24 Episoden)
- 2010: Eat Pray Love
- 2011: The Cape (Fernsehserie, 10 Episoden)
- 2011: Swerve – falscher Ort, falsche Zeit (Swerve)
- 2012–2014: Revolution (Fernsehserie, 42 Episoden)
- 2013: Safe Haven – Wie ein Licht in der Nacht (Safe Haven)
- 2013: Anklage: Mord – Im Namen der Wahrheit (The Trials of Kate McCall)
- 2015: Der Moment der Wahrheit (Truth)
- 2016: Game of Silence (Fernsehserie, 10 Episoden)
- 2018: Seven Seconds (Fernsehserie, 10 Episoden)
- 2019–2023: Truth Be Told (Fernsehserie, 20 Episoden)
- 2022: Troppo (Fernsehserie, 8 Episoden)